# Compañía del capitán Reynier Reael
La compañía del capitán Reynier Reael y del lugarteniente C. M. Blaeuw en Ámsterdam, llamada abreviadamente Compañía del capitán Reynier Reael o La compañía cívica (en neerlandés, Korporaalschap van kapitein Reinier Reael), es uno de los cuadros más conocidos del pintor neerlandés Frans Hals. También se le conoce popularmente como La flaca compañía (De Magere Compagnie). Está realizado al óleo sobre lienzo. Mide 209 cm de alto y 429 cm de ancho. Fue pintado en 1633-1637, encontrándose actualmente en el Rijksmuseum, de Ámsterdam, Países Bajos. 
Se trata de un retrato de grupo. Se representa a un grupo de soldados, todos hombres, en pie, y a tamaño prácticamente natural. Es una obra de encargo que Frans Hals no acabó y fue completada (parte derecha) por Pieter Codde.
Frans Hals logra imprimir dinamismo a la escena, y evitar la monotonía en la representación de los personajes haciendo que varíen sus actitudes, representando a unos de frente, otros en escorzo, y además, gracias a las líneas oblicuas de las lanzas.
La pincelada es briosa, ligera.
Aunque predominan los trajes de color negro, Frans Hals sabe aprovechar los detalles para introducir reflejos dorados o plateados.